# Acacia eburnea
Acacia eburnea é uma espécie de leguminosa do gênero Acacia, pertencente à família Fabaceae.